# 367
367 (CCCLXVII) var ett normalår som började en måndag i den julianska kalendern.

## Händelser

### November
- 16 november – Motpåven Ursinus avsätts.

### Okänt datum
- Ett stort anfall av sachsare, irländare och attacotter, ödelägger, tillsammans med ett uppror i garnisonen vid Hadrianus mur, det romerska Britannien och blir känt som den stora konspirationen.
- Eunomius av Cyzicus förvisas till Mauretanien för att ha skyddat usurpatorn Procopius.
- Gratianus blir augustus under sin far Valentinianus I.
- För första gången listas böckerna i Nya testamentet av Athanasius.
- Epiphanius blir biskop av Salamis, Cypern.
- Den romerske kejsaren Valens blir döpt av Eudoxius av Antiochia.
- Den första koreanska delegationen anländer till Japan. Det är ett sändebud från regeringen i Kudara.

## Avlidna
- Hilarius av Poitiers, kristen doktor av kyrkan